# حجل كستنائي البطن
حجل كستنائي البطن (الاسم العلمي: Arborophila javanica)، هو نوع من الطيور يتبع جنس حجلان التلال من أسرة الحجلاوات ضمن فصيلة التدرجية من رتبة الدجاجيات.